# تپه علی ریحان ۲
تپه علی ریحان ۲ مربوط به سدهٔ ۶ تا ۱۰ ه.ق است و در شهرستان اشنویه، بخش نالوس، دهستان اشنویه جنوبی، روستای ده گرجی واقع شده و این اثر در تاریخ ۷ اسفند ۱۳۸۵ با شمارهٔ ثبت ۱۷۷۴۳ به‌عنوان یکی از آثار ملی ایران به ثبت رسیده است.